# La Verdadera Novia
" La verdadera novia ", "The True Bride" o "The True Sweetheart" es un cuento de hadas alemán recopilado por los hermanos Grimm en Los cuentos de hadas de Grimm como el cuento 186. 
Combina dos tipos de Aarne-Thompson : 510, la heroína perseguida, y 884, la prometida abandonada.  Otros
cuentos del primer tipo incluyen: Cenicienta, La afilada oveja gris, La zapatilla dorada, La historia de Tam y Cam, Rushen Coatie, El maravilloso abedul, Bella, marrón y temblorosa y Katie Woodencloak .  Otros del segundo tipo incluyen Los doce cazadores, Los hijos de los dos reyes y El amor de Roland . 

## Sinopsis
Una hermosa joven fue obligada a trabajar arduamente por su madrastra malvada. Un día, la madrastra la puso a recoger doce libras de plumas antes del atardecer y le prometió una paliza si fallaba. La muchacha lloró. Una anciana le preguntó acerca de sus problemas; la joven le dijo, y la anciana le prometió que todo estaría bien y le dijo que se acostara. La joven durmió y la anciana recogió las plumas.
Al día siguiente, la madrastra le pidió que vaciara un estanque con una cuchara. La anciana puso a la joven a dormir en un matorral y con una cuchara tocó el estanque, lo que convirtió el agua en vapor.
Al tercer día, la madrastra le ordenó construir un castillo en un valle rocoso. La anciana le puso a dormir a la sombra y se dedicó a mover las rocas para formar un castillo. La madrastra inspeccionó cada centímetro, prometiendo una paliza si no estaba todo como debía ser; fue a comprobar que el sótano estaba lleno y la puerta del sótano le cayó encima, matándola.
La niña vivió sola en el castillo. El lugar estaba lleno de riquezas y pronto se difundieron historias sobre su belleza y riqueza. Muchos pretendientes acudieron a ella. Por fin, el hijo de un rey se ganó su corazón. El príncipe fue a obtener el consentimiento de su padre. Ella lo besó, le dijo que no dejara que nadie más lo besara en esa mejilla y se sentó bajo un tilo a esperarlo. Al cuarto día sin su regreso, empacó tres vestidos bordados con soles, lunas y estrellas y salió a buscarlo. No pudo encontrarlo, sin importar a quien le preguntara; finalmente aceptó un trabajo como pastor de vacas y enterró sus joyas y vestidos bajo una roca. Hizo de un ternero su mascota y le cantó sobre su abandono.
Después de unos años, escuchó que la hija del rey se iba a casar y vio que el novio era su príncipe. Le cantó a su ternero mientras el príncipe pasaba, y él la miró, pero no la recordaba. Cuando se celebraron tres días de festejos como celebración del matrimonio, ella se vistió con su vestido de soles y fue al primer baile. Ella cautivó tanto al príncipe que éste se olvidó de su nueva esposa . La segunda noche, ella se puso el vestido de lunas y volvió a encantarlo; tuvo que prometer que vendría la tercera noche para escaparse. La tercera noche lució el vestido con estrellas y cuando lo besó, él se acordó de ella. Regresaron a su castillo y se casaron allí.

## Recuentos
- Episodio televisivo "The True Bride" de The Storyteller de Jim Henson, en el que la anciana fue reemplazada por un León Blanco, la madrastra por un troll y la hija del rey por la hija del troll.